# Lista de filmes com temática LGBT de 1965
Esta é uma lista de filmes que contém personagens e/ou temática lésbica, gay, bissexual, ou transgênera lançados em 1965.

| Título                                         | Direção                                   | País        | Gênero                   | Elenco                                                                                              | Anotações                                                                                                 |
| ---------------------------------------------- | ----------------------------------------- | ----------- | ------------------------ | --------------------------------------------------------------------------------------------------- | --- |
| Bad Girls Go to Hell                           | Doris Wishman                             | EUA         | Erótico, Drama           | Gigi Darlene, Sam Stewart, Gertrude Cross, Alan Feinstein, Barnard L. Sackett, Darlene Bennett      | Após ser estuprada pelo faxineiro, uma dona de casa o mata e foge da polícia                              |
| Bus Riley's Back in Town                       | Harvey Hart                               | EUA         | Drama                    | Ann-Margret, Michael Parks, Janet Margolin                                                          | [ 2 ] |
| Carry on Cowboy                                | Gerald Thomas                             | Reino Unido | Comédia                  | Sid James, Kenneth Williams, Jim Dale, Charles Hawtrey, Joan Sims, Angela Douglas                   | Décimo primeiro filme da série Carry On                                                                   |
| Chained Girls                                  | Joseph P. Mawra                           | EUA         | Erótico, Drama           | Joel Holt, Marlene Eck, June Roberts, Marlene Starr                                                 | Afirma ser um documentário que revela a verdade chocante sobre o lesbianismo na sociedade                 |
| Darling                                        | John Schlesinger                          | Reino Unido | Drama                    | Laurence Harvey, Dirk Bogarde, Julie Christie, José Luis de Villalonga, Roland Curram, Basil Henson | |
| The Dirty Girls                                | Radley Metzger                            | EUA         | Erótico, Drama           | Reine Rohan, Denyse Roland, Marlene Sherter, Peter Parten, Anne Stengel, Lionel Bernier             | [ 5 ] |
| Faster, Pussycat! Kill! Kill!                  | Russ Meyer                                | EUA         | Comédia, Ação, Crime     | Tura Satana, Haji, Lori Williams, Susan Bernard, Stuart Lancaster, Paul Trinka                      | [ 6 ] |
| Haremde Dört Kadın                             | Halit Refiğ                               | Turquia     | Drama                    | Tanju Gürsu, Nilüfer Aydan, Pervin Par, Cüneyt Arkin, Sami Ayanoglu, Ayfer Feray                    | trad. Quatro mulheres no harém Primeiro filme turco a mostrar o lesbianismo.                              |
| Horror of Darkness                             | Anthony Page                              | Reino Unido | Drama                    | Alfred Lynch, Glenda Jackson, Nicol Williamson, Catherine Clouzet, Wallas Eaton                     | A rotina pacata de um casal londrino é revirada por um amigo homossexual                                  |
| Horse                                          | Andy Warhol                               | EUA         | Fantasia                 | Edie Sedgwick, Gregory Battcock, Tosh Carillo, Ondine, Norman Glick, Daniel Cassidy Jr.             | [ 9 ] |
| Inside Daisy Clover                            | Robert Mulligan                           | EUA         | Drama                    | Natalie Wood, Christopher Plummer, Robert Redford, Ruth Gordon                                      | Uma das primeiras representações de personagens gays e bissexuais que não tem vergonha de sua sexualidade |
| Joy in the Morning                             | Alex Segal                                | EUA         | Romance                  | Richard Chamberlain, Yvette Mimieux, Arthur Kennedy, Oscar Homolka, Joan Tetzel                     | . trad. O Amor Faz Milagres                                                                               |
| The Knack ...and How to Get It                 | Richard Lester                            | Reino Unido | Comédia                  | Rita Tushingham, Ray Brooks, Michael Crawford, Donal Donnelly                                       | Baseado na peça The Knack de Ann Jellicoe                                                                 |
| The Life of Juanita Castro                     | Andy Warhol                               | EUA         | Comédia                  | Marie Menken, Elecktrah, Waldo Díaz-Balart, Mercedes Ospina, Aniram Anipso, Marina Ospina           | [ 12 ] |
| The Loved One                                  | Tony Richardson                           | EUA         | Comédia                  | Robert Morse, Jonathan Winters, Anjanette Comer, Rod Steiger, John Gielgud, Liberace                | trad. O Ente Querido                                                                                      |
| My Hustler                                     | Andy Warhol                               | EUA         | Drama                    | Ed Hood, Paul America, Joseph Campbell, Genevieve Charbin, Dorothy Dean                             | Um homem procura os serviços de um prostituto                                                             |
| One Shocking Moment                            | Ted V. Mikels                             | EUA         | Erótico, Drama           | Gary Kent, Lee Anna, Verne Martine, Maureen Gaffney, Jerry Fitzpatrick, Victor Izay                 | Um jovem casal muda de apartamento e conhece suas lindas vizinhas                                         |
| Satan's Bed                                    | Michael Findlay, Marshall Smith, Tamijian | EUA         | Crime, Drama             | Yoko Ono, Val Avery, Glen Nielson, Gene Wesson, Robert B. Williams, Steve Shaw                      | [ 16 ] |
| Scream of the Butterfly                        | Eber Lobato                               | EUA         | Erótico, Crime, Mistério | Nélida Lobato, Nick Novarro, Richard Beebe, Robert Miller, John Richards, Leona Gage                | trad. Grito da Borboleta                                                                                  |
| Utsukushisa to Kanashimi to (美しさと哀しみと) | Masahiro Shinoda                          | Japão       | Drama                    | Kaoru Yachigusa, Mariko Kaga, So Yamamura                                                           | Baseado no romance Beleza e Tristeza de Yasunari Kawabata                                                 |
| Vapors                                         | Andy Milligan                             | EUA         | Curta                    | Robert Dahdah, Gerald Jacuzzo, Hal Sherwood, Hal Borske, Richard Holdberger, Larry Ree              | Segue um grupo de homens durante uma noite em uma casa de banho gay                                       |
| Vinyl                                          | Andy Warhol                               | EUA         | Ficção Científica        | Gerard Malanga, Edie Sedgwick, Ondine, Tosh Carillo, Larry Latrae                                   | Uma adaptação do romance Laranja Mecânica de Anthony Burgess                                              |
| Who Killed Teddy Bear                          | Joseph Cates                              | EUA         | Crime, Suspense          | Sal Mineo, Juliet Prowse, Elaine Stritch                                                            | [ 21 ] |
| Winter Kept Us Warm                            | David Secter                              | Canada      | Drama, Romance           | John Labow, Henry Tarvainen, Joy Tepperman, Janet Amos                                              | trad. O Inverno nos manteve aquecidos                                                                     |